# Франсис Ле
Франсис Албер Ле (на френски: Francis Albert Lai) е френски композитор и акордеонист. 

## Биография
Франсис Ле е роден на 26 април 1932 година в Ница.

### Кариера
През 1950-те години работи с Едит Пиаф. За нея, както и за Жулиет Греко, Петула Кларк, Ела Фицджералд, Джони Холидей, Том Джонс, Нана Мускури, Мирей Матьо и Франк Синатра, Ле пише много шансони. Получава „Оскар“ за филмова музика („Любовна история“) през 1970 г.
Печели голяма слава за написаната от него музика към филмите „Един мъж и една жена“ (1966), „Любовна история“ (1970), „Емануела“ (1974) и „Билитис“ (1976).

### Смърт
Ле умира на 86 години в дома си в Париж на 7 ноември 2018 г.

## Избрана филмография
| Година | Филм                 | Оригинално заглавие     | Режисьор     |
| ------ | -------------------- | ----------------------- | ------------ |
| 1966   | Един мъж и една жена | Un homme et une femme   | Клод Льолуш  |
| 1968   | Особен урок          | La Leçon particulière   | Мишел Боарон |
| 1970   | Пътникът на дъжда    | Le Passager de la pluie | Рене Клеман  |
| 1970   | Любовна история      | Love Story              | Артър Хилър  |
| 1971   | Петролотърсачките    | Le pistolere            | Кристиан-Жак |
| 1977   | Изгубена душа        | Anima persa             | Дино Ризи    |